# Dziennik Poznański
Dziennik Poznański — газета на польском языке, издававшаяся в Познани в 1859—1939 годах.
Газета была основана в 1859 года группой либеральных землевладельцев, во главе с Иполитом Цегельским. Самым известным главным редактором был Францишек Добровольский. Под его руководством Dziennik Poznański стал самым уважаемым польскоязычным изданием Познани. Добровольский сделал журналистику уважаемой профессией в Познани. Сам он писал мало, но очень тщательно подходил к отбору материала. Подросшая репутация газеты позволила редактору привлечь на её страницы таких известных польских писателей как: Генрик Сенкевич, Марчелли Мотти, Элиодор Свенцицкий, Максимилиан Яцковский и Генрих Шуман.